# Ställdals gård
Ställdals gård är en svensk bergsmansgård i Ställdalen.
Ställdals gård uppfördes på 1600-talet, troligen av bergsmannen Daniel Persson från Falun och dennes son Erik Danielsson. Flertalet av nuvarande byggnaderna: tre bostadshus, två bodar och en övrig timmerbyggnad, grupperade kring en öppen gård, är från 1800-talet. Ställdals gård bestod då av två gårdar, som ägdes av bröderna Jan och Anders Ersson. 
Gården övergavs på 1980-talet. Under åren 2001-2004 restaurerades byggnaderna av ägaren Ahlstrom Ställdalen och är sedan 2005 byggnadsminnen.

## Bildgalleri

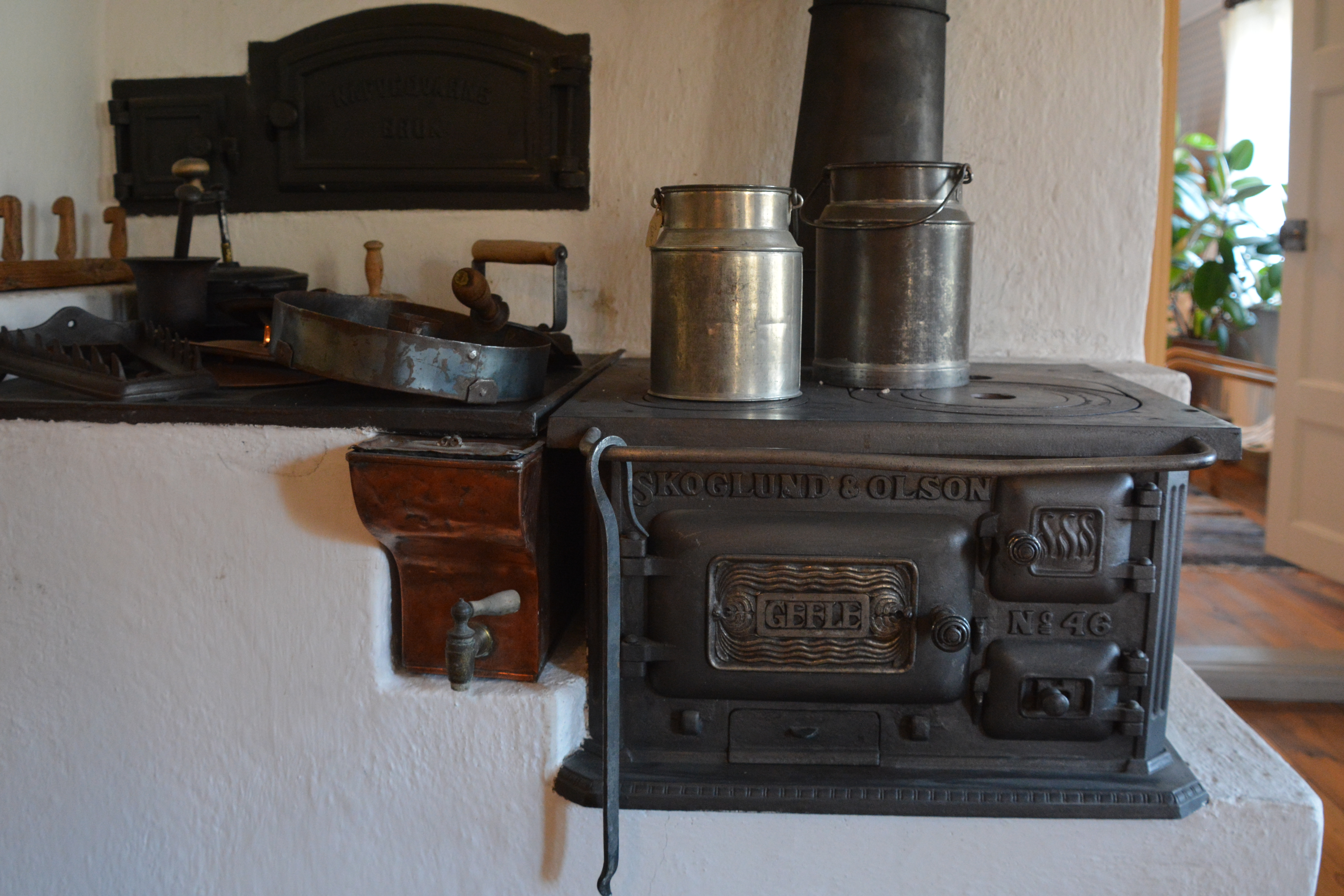
Spis från Skoglund & Olson i Gävle i köket i östra mangårdsbyggnaden